# 대한민국 산림청
산림청(山林廳)은 산림에 관한 사무를 관장하는 대한민국의 중앙행정기관이다. 청장은 차관급 정무직공무원으로, 차장은 고위공무원단 가등급에 속하는 일반직공무원으로 보한다.

## 소관 사무
- 산림자원의 증식에 관한 사무
- 산림의 보호육성에 관한 사무
- 임산물의 이용개발에 관한 사무
- 산지의 보전에 관한 사무
- 산림경영의 연구·개선에 관한 사무

## 역사
산림청의 기원은 농림부 산림국인데 이는 일제강점기 때의 조직을 이어받은 것이다. 조선총독부는 임정(林政) 사무를 관할하는 식산국 산림과와 영림창 등을 통합하여 1927년 산림국을 신설했다. 이는 당시 조선 전 국토의 약 70%를 임야가 차지하고 있는데 많이 황폐화되어 있어 개선의 필요가 있었기 때문이었다. 또한 영림창, 산림과, 지방청 등에서 독자적으로 산림 행정을 담당하여 혼란이 일자 이를 통일할 목적이 있었다. 해방 이후에도 미군정 농무부 산하에 위치했는데 1947년 한때 산림부로의 승격 논의도 있었지만 불발로 끝났다. 대한민국 정부 수립 이후에도 농림부 소속으로 남았다.
산림국이 산림청으로 승격한 것은 1967년의 일이다. 농림부는 1966년 당시 전 국토의 68%를 차지하는 산림의 보호 육성을 위해 치산 7개년 계획을 수립했는데 보호단속·국유림의 경영관리 등 업무가 방대하여 강력한 행정권을 가질 필요가 있어 산림국을 외청으로 독립시키고자 했다. 농림부는 1965년 6월 말 「정부조직법」 개정안을 만들었다. 산림국의 승격 문제는 1962년부터 거론되어 왔던 것이기도 하다. 당시 박정희는 산림국 독립을 연구하라고 지시했는데 예산 문제로 가로막혔다. 하지만 1964년 지리산에서 대규모 벌목이 일어나자 산림보호를 위해 산림국을 산림청으로 승격시키고 각 도와 시·군에도 산림국·산림과를 두려는 계획을 입안했고 이후 가뭄까지 겹치자 당시의 빈약한 기구와 예산을 가진 산림국으로는 산림의 황폐화를 막을 수 없다하여 승격이 본격적으로 논의되었다. 이 해와 다음 해에 농림부는 국유림 조성 10개년 계획과 치산치수 40년 계획을 수립하여 산림청 발족과 함께 조림 사업에 착수할 것을 발표했다.
산림청으로 정식 승격한 것은 1967년 1월 1일이었는데 이 승격은 10일 《동아일보》가 한국은 "산악국이라고 할만한 것임에도 불구하고 산림은 황폐화되어 있고 임산물은 자급자족조차 기하지 못하고 있는 한심스러운 실정"이라고 비판하면서 산림청의 발족이 산림 부흥으로 바로 이어지지는 않겠지만 그래도 "산림 정책에 일대 전환을 가져올 수 있을 것으로 기대"를 받았다고 보도했듯이 주목받았다. 하지만 나무를 심기만 하고 보호·육성은 등한시하여 산불·병충해·도벌 등으로부터 나무를 보호하지 못했으며, 날이 갈수록 목재 수급의 자급도는 낮아지고, 남벌과 해충 및 도시화 등의 영향으로 산림의 면적이 줄어들지만 이에 대한 연구가 이루어지지 않는 등 산림청은 제 구실을 해내지 못했다.
이에 산림행정의 효율적 수행을 위해 1973년 3월 산림청을 내무부 소관으로 옮겼다. 이는 지방자치단체를 총괄하는 내무부로 이관하여 전국에 강력한 행정력을 발동하기 위함이었다. 하지만 야당의 견제가 이어졌는데 1976년에 신민당은 산림행정이 식량·농지와 불가분의 관계에 있으니 산림청을 농수산부로 이관해야 한다고 주장했고, 1982년 민주한국당은 정부가 제출한 「정부조직법」 개정안에 대해 산림청을 농수산부로 환원하는 것을 검토하기도 했다. 산림청 내부에서도 농림부 산하에 있을 때와 달리 상호 교류도 줄었고 승진도 느려졌다는 불평이 나왔다.
산림청의 농수산부 이관 논의는 1983년부터 조금씩 시작되었다. 민주정의당은 농림축산의 균형 발전을 위해 산림청을 농수산부에 복귀시켜야 한다는 주장을 했으며, 1985년 12월에도 관련 논의를 진행했다. 이후 정부와의 협의 끝에 농수산행정과 산림행정 상호간의 연계성 확보를 위한다는 명분으로 1987년 1월 다시 농림수산부로의 이관이 이루어졌다. 한편, 이 과정에서 내무부가 인사 적체를 해소하고자 산림청 근무를 곧잘 활용했었는데 내무부 출신 공무원들이 복귀하지 못하여 내무부로의 이관 때와 마찬가지로 조직 균열이 일어나기도 했다.
1989년 7월에 행정개혁위원회가 작은 정부를 구상하며 정부조직 개편안을 마련했는데 여기에 산림청을 농림수산부의 국으로 통합시키는 안이 포함되어 논란이 일었다. 이에 녹화사업을 넘어 산지의 자원화를 추구하는 와중에 산림청을 오히려 축소하는 것은 이해하기 힘들다는 주장이 나왔고 결국 그 해 10월 행개위가 "이견이 많은 분야는 시간을 갖고 검토하겠다"며 한발 후퇴하여 없던 일이 되었다. 이후에도 축소·폐지 논란은 끊이질 않아서 1993년 7월에는 민주자유당 소속 의원이 "산림녹화사업은 끝났으니 산림청을 폐지하자"고 발언한 적이 있고, 1998년 1월 김대중 정부 출범을 앞두고도 농림부의 한 국으로 축소시키는 시안이 공개되기도 했지만 모두 무위로 그쳤다.
소관 사무와 관련해서도 다른 부처와 갈등을 겪었다. 1987년에 건설부 소관으로 발족한 국립공원관리공단을 두고 내무부, 환경처 등과 함께 쟁탈전을 벌였으며, 1988년에는 동력자원부와 석재 산업 관할권을 두고 다투기도 했다.

### 연혁
- 1948년 7월 17일: 농림부에 산림국을 설치.[30]
- 1967년 1월 1일: 산림청으로 승격.[31]
- 1973년 3월 3일: 내무부의 외청으로 소속 변경.[32]
- 1987년 1월 1일: 농림수산부의 외청으로 소속 변경.[33]
- 1996년 8월 8일: 농림부의 외청으로 소속 변경.[34]
- 2008년 2월 29일: 농림수산식품부의 외청으로 소속 변경.[35]
- 2013년 3월 23일: 농림축산식품부의 외청으로 소속 변경.[36]

### 역대 로고

1999년부터 2016년까지 사용된 산림청 로고

## 조직
| 국·정책관실        | 국·정책관실        | 담당관실·과                                                                                |
| 청장 산하 하부조직 | 청장 산하 하부조직 | 청장 산하 하부조직                                                                         |
| ------------------ | ------------------ | ------------------------------------------------------------------------------------------ |
|                    |                    | 대변인실                                                                                   |
| 차장 산하 하부조직 |                    |                                                                                            |
| 기획조정관실       | 기획조정관실       | 기획재정담당관실ㆍ혁신행정담당관실ㆍ법무감사담당관실ㆍ산림디지털담당관실ㆍ산림빅데이터팀   |
| 국제산림협력관실   | 국제산림협력관실   | 국제협력담당관실ㆍ해외자원담당관실ㆍ임업수출교역팀                                         |
|                    |                    | 운영지원과                                                                                 |
| 산림산업정책국     | 산림산업정책국     | 산림정책과ㆍ산림자원과ㆍ목재산업과ㆍ사유림경영소득과ㆍ국유림경영과ㆍ임업직불제팀           |
| 산림복지국         | 산림복지국         | 산림복지정책과ㆍ산림휴양등산과ㆍ산림교육치유과ㆍ산지정책과ㆍ산림안전보건일자리팀           |
| 산림보호국         | 산림보호국         | 산림환경보호과ㆍ산림생태복원과ㆍ도시숲경관과ㆍ정원팀ㆍ중앙산림재난상황실ㆍ수목원조성사업단 |
|                    | 산림재난통제관실   | 산불방지과ㆍ산사태방지과ㆍ산림병해충방제과                                                 |

### 소속기관
- 청장의 관장 사무를 지원하는 기관
  - 산림교육원, 산림항공본부, 국립산림품종관리센터
- 청장의 소관 사무를 분장하는 기관
  - 지방산림청
- 청장의 관장 사무를 지원하는 책임운영기관
  - 국립산림과학원, 국립수목원, 국립자연휴양림관리소

### 소속 위원회

#### 자문위원회
| 위원회명                 | 주관부처 | 설치근거                                   | 비고 |
| ------------------------ | -------- | ------------------------------------------ | ---- |
| 녹색자금운용심의회       | 산림청   | 산림자원의 조성 및 관리에 관한 법률 제61조 |      |
| 산림교육심의위원회       | 산림청   | 산림교육의 활성화에 관한 법률 제6조        |      |
| 중앙산지관리위원회       | 산림청   | 산지관리법 제22조                          |      |
| 지속가능한목재이용위원회 | 산림청   | 목재의 지속가능한 이용에 관한 법률 제9조   |      |
| 탄소흡수원증진위원회     | 산림청   | 탄소흡수원 유지 및 증진에 관한 법률 제7조  |      |
| 산림복지심의위원회       | 산림청   | 산림복지 진흥에 관한 법률 제8조            |      |

#### 폐지된 위원회
| 위원회명                   | 주관부처 | 설치근거                                      | 비고                       |
| -------------------------- | -------- | --------------------------------------------- | -------------------------- |
| 특별수종육성권역심의위원회 | 산림청   | 산림자원의 조성 및 관리에 관한 법률 제51조의2 | 2015.03 법률 개정으로 폐지 |

## 정원
산림청에 두는 공무원의 정원은 다음과 같다.
| 총계          | 총계              | 328명 |
| ------------- | ----------------- | ----- |
| 정무직 계     | 정무직 계         | 1명   |
|               | 청장              | 1명   |
|               |                   |       |
| 별정직 계     | 별정직 계         | 1명   |
|               | 6급 상당 이하     | 1명   |
|               |                   |       |
| 일반직 계     | 일반직 계         | 323명 |
|               | 고위공무원단      | 7명   |
|               | 3급 이하 5급 이상 | 135명 |
|               | 6급 이하          | 177명 |
|               | 전문경력관        | 4명   |
|               |                   |       |
| 소방공무원 계 | 소방공무원 계     | 3명   |
|               | 소방령 이하       | 3명   |

## 재정
총수입·총지출 기준 2023년 재정 규모는 다음과 같다.
| 구분                    | 구분                    | 세입예산         | 작년 대비 증감 |
| ----------------------- | ----------------------- | ---------------- | -------------- |
| 일반회계                | 일반회계                | 919억 6600만 원  | -2.3%          |
| 농어촌구조개선 특별회계 | 농어촌구조개선 특별회계 | 3078억 7600만 원 | +8.04%         |
| 책임운영기관특별회계    | 책임운영기관특별회계    | 204억 9600만 원  | +2.98%         |
|                         | 국립자연휴양림관리소    | 204억 9600만 원  |                |
|                         |                         |                  |                |
| 합계                    | 합계                    | 4203억 3800만 원 | +5.35%         |

| 구분                    | 구분                    | 구분                 | 세출예산             | 작년 대비 증감 |
| ----------------------- | ----------------------- | -------------------- | -------------------- | -------------- |
| 일반회계                | 일반회계                | 임업·산촌            | 1조 3494억 9400만 원 | +3.41%         |
| 국가균형발전특별회계    | 국가균형발전특별회계    | 임업·산촌            | 3033억 4800만 원     | -0.13%         |
| 농어촌구조개선 특별회계 | 농어촌구조개선 특별회계 | 임업·산촌            | 7598억 9600만 원     | +5.31%         |
| 책임운영기관특별회계    | 책임운영기관특별회계    | 책임운영기관특별회계 | 709억 2500만 원      | +18.33%        |
|                         | 국립자연휴양림관리소    | 임업·산촌            | 709억 2500만 원      | +18.33%        |
|                         |                         |                      |                      |                |
| 합계                    | 합계                    | 합계                 | 2조 4836억 6300만 원 | +3.91%         |

## 산림기본계획
산림청장은 「산림기본법」 제11조에 의거해 장기전망을 기초로 하여 지속가능한 산림경영이 이루어지도록 산림기본계획을 수립·시행한다. 산림기본계획은 산림시책의 기본목표 및 추진방향, 산림자원의 조성 및 육성에 관한 사항, 산림의 보전 및 보호에 관한 사항, 산림의 공익기능 증진에 관한 사항, 산사태·산불·산림병해충 등 산림재해의 대응 및 복구 등에 관한 사항, 임산물의 생산·가공·유통 및 수출 등에 관한 사항, 산림의 이용구분 및 이용계획에 관한 사항, 산림복지의 증진에 관한 사항, 탄소흡수원의 유지·증진에 관한 사항, 국제산림협력에 관한 사항, 임도 등 산림경영기반의 조성에 관한 사항, 산림통합관리권역의 설정 및 관리에 관한 사항을 반드시 포함해야 한다.
산림기본계획은 각 시·도별 산림기본계획구를 단위로 하여 수립하되, 국유림은 지방산림청의 관할구역별로 별도의 산림기본계획구를 짠다. 다만, 산림의 생태적·경제적 특성 등을 감안하여 일정한 지역을 하나의 권역으로 설정하여 산림의 다양한 기능을 통합하여 관리하는 것이 필요하다고 인정하는 경우에는 산림통합관리권역을 구성할 수 있다.
최초의 산림기본계획의 시초는 대한민국 제4공화국 때인 1973년 4월 1일부터 시작한 제1차 치산녹화 10개년계획이다. 내무부가 조림대상임야 263만 정보 중에서 180만 정보에 903억 원을 투입하여 유실수를 비롯해 오동나무, 삼나무, 일본잎갈나무, 아까시나무 등 21억 3천만 그루의 나무를 심는 것을 주 내용으로 한다. 이는 환경보전과 치산치수 등 공익적 목적과 재목·수과를 공급하는 경제적 목적을 동시에 가진 것으로 한국 전쟁으로 소실된 산림을 복구하기 위한 것이었다. 녹화 대책 자체는 꾸준히 이루어져 왔지만 산불이나 벌채 등으로 심는 나무보다 없어지는 나무가 더 많았기에 입산통제, 산주 등록제, 묘지 정리, 낙엽 채취 금지 등의 적극적 시책을 위해 국가적 차원의 기본계획을 마련한 것이다. 이는 1978년 5월 8일 29억 4천만 그루를 심으면서 목표를 4년 앞당겨 달성했다.
1978년에는 제2차 치산녹화 10개년계획이 시행되었다. 2차 계획은 150만ha에 30억 그루의 나무를 심고 40만ha에 80개의 경제림단지를 조성하는 것을 골자로 하는데 산지를 자원화하는 것에 방점을 두었다. 이를 위해 일본잎갈나무, 리기다소나무, 잣나무를 경제수종으로 선택하여 집중적으로 심었으며, 또한 10년 동안 1조 4천 억원을 투입하기로 했다. 녹화 계획의 효율적 추진을 위해 산림청 본부와 지방영림서, 시군청에 241개의 국민식수추진본부를 설치하고 산림조합에 조림기술상담실을 설치하여 국민적 차원의 나무심기 운동을 전개하기도 했다. 이후 2차 계획은 1년 앞당겨 1987년에 종료되었다.
1988년에는 산지자원화 계획으로 이름을 바꿔 이루어졌다. 20여 년 간 시행된 산림녹화운동이 일련의 성과를 올렸다고 판단하여 산지를 생산의 장으로 가꾸고 키우는 것에 중심을 옮긴 것으로 맑은 공기와 휴양지의 제공 등 환경개선도 계획에 포함했다. 130억 원으로 산림개발기금과 농어촌개발기금을 조성하고 목재자급률을 17%로 끌어올리는 한편, 우량천연림을 보호림으로 지정하여 중점 육성하기로 했다. 산지자원화 계획은 1997년에 종료되었다.
1998년 제4차 산림기본계획을 편성하여 시행했다. '지속가능한 산림경영기반 구축'와 '사람과 숲이 어우러진 풍요로운 녹색국가 구현'을 상위목표로 하여 ①보다 가치있는 산림자원 조성 ②경쟁력 있는 산림산업 육성 ③건강하고 쾌적한 산림환경 증진 ④생태적으로 건강하고 지속적으로 이용가능한 산림자원 관리 ⑤임업인에게 희망을 주고 국가경제에 기여하는 산림산업 육성 ⑥산림재해 및 산지훼손 방지로 국민생활 안정 및 산림환경 보전 ⑦국민에게 쾌적한 생활환경을 제공하는 녹색공간 확충을 하위목표로 설정했다. 구체적으로 숲가꾸기를 시작으로 도시녹지관리·산림보호 등 산림분야 일자리를 창출했으며 맑은 물과 깨끗한 공시, 휴양·문화 등 산림서비스 기반을 확충했다. 백두대간 보호의 관리체계를 마련하고 산림관리의 과학화를 위한 산림지리정보시스템(FGIS)를 구축하는 등 산림행정의 정보화도 실시했다. 다만, 장기적 자원육성 기반이 미약했고 기술·인력 등 인프라가 부족했으며 산림생태계를 보전하고 산림생물다양성 증진을 위한 장기 마스터플랜이 부재했던 것은 미흡한 점으로 꼽힌다.
제5차 산림기본계획은 2008년부터 실시했다. 다기능 산림자원 육성과 통합관리, 자원순환형 산림산업 육성 및 경쟁력 제고, 국토환경자원으로서 산림의 보전·관리, 삶의 질 제고를 위한 녹색공간 및 서비스 확충, 자원 확보와 지구산림 보전을 위한 국제협력 확대를 전략으로 삼았다. 이를 통해 산림경영 및 산림탄소 관리체계 구축, 임산업 육성 및 일자리 확대, 산지관리 계획제도 도입, 산림복지서비스 제공, 산림생태계 보전, 산림보호, 국제산림협력 확대 등의 성과를 냈다. 2013년에는 국내외 여건변화와 사업목표 조기 달성을 위해 계획을 변경하여 '숲을 활력 있는 일터, 쉼터, 삶터로 재창조'라는 목표 아래 산림자원관리·산림탄소·산림산업·산림복지 등 7대 영역 27개 세부과제로 구성해 2017년까지 10조원을 투자하겠다고 밝혔다.
제6차 산림기본계획은 2018년부터 시행되었다. 6차 계획은 과거의 10년 단위에서 장기 전략 계획 수립을 위해 20년 단위로 바꾸었다.

## 아시아산림협력기구의 설립
아시아산림협력기구(AFoCO, Asian Forest Cooperation Organization)는 대한민국 주도로 설립된 산림분야 최초의 국제기구로서 산림부문의 국제적 협력 증진을 통해 기후변화, 사막화 등 아시아지역 현안문제에 대한 회원국들의 대응 능력을 향상시키고 녹색성장을 통한 지속가능 발전에 기여키 위해 설립되었다.
사업 영역은 크게 4부문으로 ① 기후변화 대응을 위한 산림부문 역할 강화 ② 사막화 및 훼손된 산림생태계 복구 및 산림재해 방지 ③ 산림의 지속가능한 이용 ④ 산림부문 기술이전 및 연구개발 등을 주 내용으로 한다.
기구는 총회, 이사회, 사무국으로 구성되며 사무국은 서울 여의도 산림비전센터에 위치하고 있다.

## 녹색 복권
녹색 복권(綠色福券)은 1999년 9월 9일에 산림청이 발행한 복권이다. 2000년까지 26억 원의 녹색 자금을 조성했으며, 환경보존을 위해 쓰이고 있다. 2006년 9월 녹색 자금을 관리하기 위하여 녹색사업단이 설립되었으며, 2016년 7월에는 한국산림복지진흥원에 소관 사무를 이관하였다.

## 같이 보기
- 산림청장
- 산림청 차장
- 녹화사업
- 대한민국 국회 농림축산식품해양수산위원회

### 내용주
1. 1 2 3  2026년 1월 12일까지 존속하는 한시조직.
2. 1 2  개방형 직위.
3. 1 2  2026년 7월 21일까지 존속하는 한시조직.
4. ↑  2025년 7월 31일까지 존속하는 한시조직.
5. ↑  2025년 1월 27일까지 존속하는 한시조직.
6. ↑  한시정원 4명 포함.
7. ↑  한시정원 2명 포함.
8. ↑  산림기본계획이란 정부정책은 이때 처음 사용되었지만 1980년 법률 제3232호 「산림법」 일부개정법률에서 이미 법률상 사용되고 있었다.
9. ↑  2013년에는 지속가능한 기능별 산림자원 관리체계 확립, 기후변화에 대응한 산림탄소 관리체계 구축, 임업 시장가능 활성화를 위한 기반 구축, 산림 생태계 및 산림생물자원의 통합적 보전·이용 체계 구축, 국토의 안전성 제고를 위한 산지 및 산지재해 관리, 산림복지 서비스 확대·재생산을 위한 체계 구축, 세계녹화 및 지구환경 보전에 선도적 기여 등 7대 전략으로 변경되었다.

### 참조주
1. 1 2  「산림청과 그 소속기관 직제」 별표 2·별표 4·별표 5
2. 1 2  기획재정부. “열린재정 > 재정연구분석 > 재정분석통계 > 예산편성현황(총수입)”. 《열린재정》. 2023년 1월 13일에 확인함.
3. 1 2  기획재정부. “열린재정 > 재정연구분석 > 재정분석통계 > 세목 예산편성현황(총지출)”. 《열린재정》. 2023년 1월 13일에 확인함.
4. ↑  “水利局新設은 明年度에實現”. 《동아일보》. 1926년 1월 17일. 2018년 7월 29일에 확인함.
5. ↑  “營林廠을 山林局으로”. 《동아일보》. 1926년 4월 22일. 2018년 7월 29일에 확인함.
6. ↑  “林政改善”. 《동아일보》. 1926년 6월 16일. 2018년 7월 29일에 확인함.
7. ↑  “機構改革案完成 政務會에上程”. 《동아일보》. 1947년 10월 23일. 2018년 7월 29일에 확인함.
8. ↑  “山林庁 設置案 안팎”. 《경향신문》. 1965년 6월 28일. 2018년 7월 29일에 확인함.
9. ↑  “國土建設廳을『部』로昇格”. 《동아일보》. 1962년 5월 10일. 2018년 7월 29일에 확인함.
10. ↑  “山林廳을 設置”. 《경향신문》. 1964년 11월 17일. 2018년 7월 29일에 확인함.
11. ↑  “山林廳 新設檢討”. 《동아일보》. 1965년 6월 1일. 2018년 7월 29일에 확인함.
12. ↑  “國有林造成案마련 10個年計劃으로”. 《동아일보》. 1965년 10월 19일. 2018년 7월 29일에 확인함.
13. ↑  “治山治水 40年計劃”. 《매일경제》. 1966년 4월 5일. 2018년 7월 29일에 확인함.
14. ↑  “山林廳의 發足”. 《동아일보》. 1967년 1월 10일. 2018년 7월 29일에 확인함.
15. ↑  “山林行政에 亂脈”. 《매일경제》. 1970년 4월 23일. 2018년 7월 29일에 확인함.
16. ↑  “木材自給격감 山林行政 제구실못해”. 《경향신문》. 1971년 1월 26일. 2018년 7월 29일에 확인함.
17. ↑  “硏究없는 山林保護行政”. 《동아일보》. 1972년 6월 21일. 2018년 7월 29일에 확인함.
18. ↑  “山林廳廢止規定 政府組織法改正案 新民서國會에提出”. 《동아일보》. 1976년 9월 28일. 2018년 7월 29일에 확인함.
19. ↑  “民韓 山林廳 農水産部환원 요구등 「政府조직」修正案검토”. 《동아일보》. 1982년 3월 2일. 2018년 7월 29일에 확인함.
20. ↑  “소관바뀐 山林廳職員 불평”. 《동아일보》. 1978년 7월 5일. 2018년 7월 29일에 확인함.
21. ↑  “山林廳 農水産部복귀 거론”. 《동아일보》. 1983년 12월 15일. 2018년 7월 29일에 확인함.
22. ↑  “山林廳 농수산부移管”. 《경향신문》. 1985년 12월 24일. 2018년 7월 29일에 확인함.
23. ↑  “내무부출신 山林廳직원"우리는 낙동강오리알"푸념”. 《경향신문》. 1986년 3월 20일. 2018년 7월 29일에 확인함.
24. ↑  조정웅 (1989년 7월 26일). “산림청 農水産部 흡수방안 「山地 자원화」무시한 발상”. 《동아일보》 (서울). 2018년 7월 29일에 확인함.
25. ↑  “公報處신설·環境處 승격상공·동자 통합案은 유보”. 《경향신문》. 1989년 10월 17일. 2018년 7월 29일에 확인함.
26. ↑  이돈구 (1993년 7월 20일). “산림청 기능축소 안될말”. 《동아일보》. 2018년 7월 29일에 확인함.
27. ↑  김한태 (1998년 1월 24일). “산림청 축소 개편안 임업현실 무시 발상”. 《한겨레》. 2018년 7월 29일에 확인함.
28. ↑  “내무부-환경처-山林廳 쟁탈전”. 《매일경제》. 1990년 5월 13일. 2018년 7월 29일에 확인함.
29. ↑  강충식 (1988년 6월 23일). “動資部·산림청「돌싸움」再燃”. 《경향신문》. 2018년 7월 29일에 확인함.
30. ↑  대통령령 제23호
31. ↑  법률 제1831호
32. ↑  법률 제2557호
33. ↑  법률 제3854호
34. ↑  법률 제5153호
35. ↑  법률 제8852호
36. ↑  법률 제11690호
37. ↑  “國土綠化政策의 一大轉換”. 《경향신문》. 1973년 3월 12일. 2018년 4월 8일에 확인함.
38. ↑  “汎國民的인「治山綠化」10年計劃언저리”. 《동아일보》. 1973년 3월 13일. 2018년 4월 8일에 확인함.
39. ↑  “百7萬ha綠化 1次治山계획마쳐”. 1978년 5월 8일. 2018년 4월 8일에 확인함.
40. ↑  “治山綠化 10개년계획”. 《경향신문》. 1979년 2월 17일. 2018년 4월 8일에 확인함.
41. ↑  “山林庁 18만ha에 3억그루”. 《매일경제》. 1979년 3월 21일. 2018년 4월 8일에 확인함.
42. 1 2  “주요部處 업무계획 農林水産部”. 《매일경제》. 1987년 1월 30일. 2018년 4월 8일에 확인함.
43. ↑  “綠化에서 資源化로”. 《매일경제》. 1988년 4월 5일. 2018년 4월 8일에 확인함.
44. ↑  김원준 (2013년 7월 9일). “"목재생산및 산림일자리 확대"‥ 산림청, 제5차 산림기본계획 변경 확정”. 《파이낸셜뉴스》. 2018년 4월 8일에 확인함.
45. ↑  이권형 (2012년 8월 13일). “한·아세안 산림협력기구 AFoCO창설…이돈구 산림청장, "무에서 유를 창조한 한국의 산림신화 세계에 전파"”. 《헤럴드경제》. 2012년 11월 2일에 확인함.
46. ↑  “한-아세안 정상회의 폐막”. 《KBS WORLD Radio》. 2009년 6월 2일. 2016년 9월 15일에 원본 문서에서 보존된 문서. 2013년 4월 15일에 확인함.
47. ↑  녹색누리 (2011년 12월 30일). “녹색사업단, 산림비전센터 설립 추진”. 《녹색사업단 블로그》. 2014년 12월 31일에 원본 문서에서 보존된 문서. 2012년 11월 2일에 확인함.